# Happy Hacking Keyboard

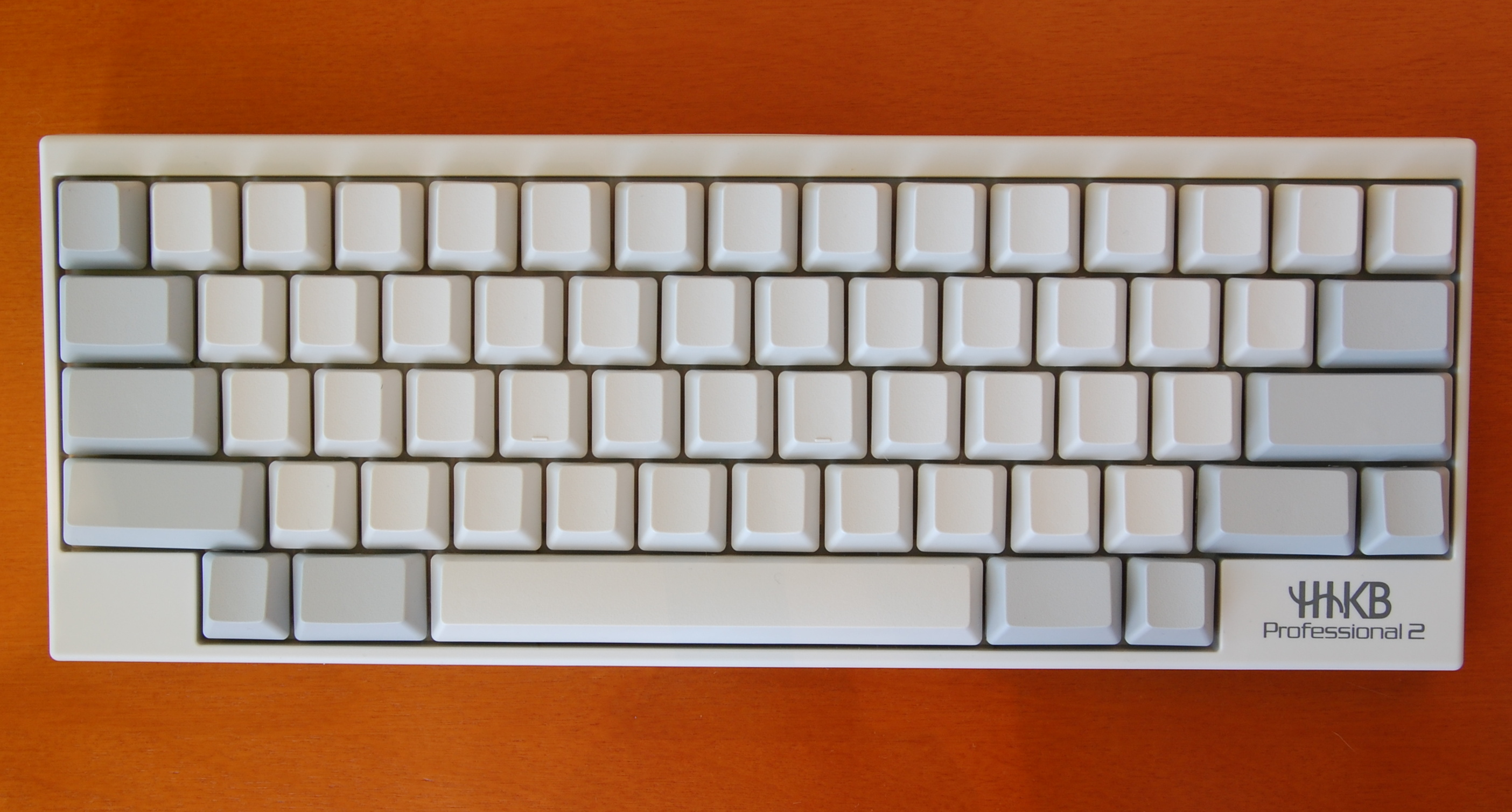
Ett vitt Happy Hacking Keyboard Professional 2, med blanka tangenter.

Happy Hacking Keyboard är en serie förenklade tangentbord som bland annat saknar windowsspecifika tangenter. Tangentborden lämpar sig speciellt väl för datorer som kör någon variant av unix eller linux. Happy Hacking Keyboard finns även i en variant som saknar synliga symboler på tangenterna.
Happy Hacking Keyboard började tillverkas 1996 av det japanska elektronikföretaget PFU, som nu är en del av Fujitsu. 